# Bogdan Korda
Bogdan Korda (ur. 30 stycznia 1944 we Włodzimierzówce na Wołyniu) – polski żołnierz, pułkownik SZ RP.

## Życiorys
Absolwent Wojskowej Akademii Technicznej w Warszawie i Wyższej Szkoły Inżynierskiej w Zielonej Górze.
Studiował w Wojskowej Akademii Technicznej w Warszawie na kierunku eksploatacja rakiet operacyjno-taktycznych, gdzie uzyskał pierwszy stopień oficerski. 
W Śląskim Okręgu Wojskowym pełnił funkcje: szefa Służb Technicznych – Zastępca Dowódcy 11. Polowej Technicznej Bazy Rakietowej, następnie w Szefostwie Służby Uzbrojenia i Elektroniki Śląskiego Okręgu Wojskowego we Wrocławiu był na stanowisku starszego oficera Wydziału Zaopatrzenia w Rakiety i Amunicję. W latach 1987–2002 został wyznaczony na stanowisko Komendanta Ośrodka Metrologii Śląskiego Okręgu Wojskowego we Wrocławiu. W roku 2002 przeszedł na emeryturę.
Od 1980 członek Stowarzyszenia Elektryków Polskich (SEP).

## Odznaczenia i zasługi
- 1990 – Krzyż Kawalerski Orderu Odrodzenia Polski[1];
- 2009 – Medal Pamiątkowy 90-lecia SEP[2].